# Фред Нібло (молодший)
Фред Нібло-молодший (англ. Fred Niblo, Jr.; 23 січня 1903 — 18 лютого 1973) — голлівудський сценарист. Його кар'єра почалася в 1930 році і тривала близько двадцяти років. На 4-й церемонії вручення премії «Оскар» Фред Нібло-молодший був номінований разом з Сетоном І. Міллером за найкращий адаптований сценарій до фільму «Кримінальний кодекс». Він помер у Лос-Анджелесі, штат Каліфорнія 18 лютого 1973, у віці 70 років. Нібло-молодший був сином режисера Фреда Нібло.